# プラート・カルニコ
プラート・カルニコ（伊: Prato Carnico）は、イタリア共和国フリウリ＝ヴェネツィア・ジュリア州ウーディネ県にある、人口約800人の基礎自治体（コムーネ）。

## 地理

### 位置・広がり

#### 隣接コムーネ
隣接するコムーネは以下の通り。括弧内のBLはベッルーノ県（ヴェネト州）所属を示す。
- コメリアンス
- フォルニ・アヴォルトリ
- オヴァーロ
- リゴラート
- サッパーダ (BL)
- サウリス
- ヴィーゴ・ディ・カドーレ (BL)

### 気候分類・地震分類
プラート・カルニコにおけるイタリアの気候分類 (it) および度日は、zona F, 3529 GGである。
また、イタリアの地震リスク階級 (it) では、zona 3 (sismicità bassa) に分類される。

## 行政

### 分離集落
プラート・カルニコには、以下の分離集落（フラツィオーネ）がある。
- Avausa, Croce, Osais, Pesariis, Pieria (sede comunale), Prato, Pradumbli, Prico, Sostasio, Truia